# Tercera División de Chile 1986
El Campeonato Oficial de Fútbol de la Tercera División de 1986 fue la 6° edición de la tercera categoría del fútbol de Chile, correspondiente a la temporada 1986. Se jugó desde julio de 1986 hasta enero de 1987.
Su organización estuvo a cargo de la Asociación Nacional de Fútbol Amateur de Chile (ANFA) y contó con la participación de 22 equipos, los cuales, disputaron el campeonato en dos grupos por zona y en una liguilla por el ascenso, bajo el sistema de todos contra todos.
El campeón fue el club General Velásquez de la ciudad de San Vicente de Tagua Tagua, que junto a Iván Mayo de Villa Alemana (de manera excepcional al igual que en 1983) ascendieron a la Segunda División 1987 .

## Movimientos divisionales
| Pos     | a Segunda División de Chile 1986 |
| ------- | -------------------------------- |
| 1º (TA) | Deportes Laja (Campeón)          |
| 1° (TC) | Ñuble Unido (Campeón)            |
| 2º (TC) | Soinca Bata Melipilla            |

| Pos | a Tercera División de Chile 1986 |
| --- | -------------------------------- |
| 1º  | Juventud O'Higgins               |

| Pos | Aceptados en la Competencia. |
| --- | ---------------------------- |
| -   | Juventud Ferro               |

| Pos | Regresa a la Competencia. |
| --- | ------------------------- |
| -   | Concón National           |

| Pos       | desde Segunda División de Chile 1985 |
| --------- | ------------------------------------ |
| 10º (LDS) | Deportes Victoria                    |
| -         | Santiago Morning                     |

| Pos      | a Cuarta División de Chile 1986                          |
| -------- | -------------------------------------------------------- |
| 10° (ZN) | San Antonio Atlético (Retornó a su asociación de origen) |

## Equipos participantes
| Equipo                | Ciudad                     |
| --------------------- | -------------------------- |
| Campos de Batalla     | Maipú                      |
| Comercio de Llay-Llay | Llay-Llay                  |
| Concón National       | Concón                     |
| Cultural Doñihue      | Doñihue                    |
| Defensor Casablanca   | Casablanca                 |
| Colchagua             | San Fernando               |
| Deportes Maipo        | Maipo                      |
| Deportes Rengo        | Rengo                      |
| Deportes Victoria     | Victoria                   |
| Ferroviarios          | Estación Central           |
| General Velásquez     | San Vicente de Tagua Tagua |
| Goodyear              | Maipú                      |
| Iván Mayo             | Villa Alemana              |
| Juventud Chépica      | Chépica                    |
| Juventud Ferro        | Chimbarongo                |
| Juventud O'Higgins    | Curacaví                   |
| Juventud Puente Alto  | Puente Alto                |
| Lautaro de Buin       | Buin                       |
| Municipal Talagante   | Talagante                  |
| Santiago Morning      | Recoleta                   |
| Sportivo Cartagena    | Cartagena                  |
| Tricolor Municipal    | Paine                      |

### Nota
1. ↑  No participó en el Torneo de Apertura.

## Primera fase
Los 22 equipos se dividieron en dos grupos, la zona norte con 12 elencos y la zona sur con 10 clubes, clasificando los dos primeros de cada grupo a la liguilla de ascenso.

### Grupo Norte
| Pos | Equipo               | PJ | PG | PE | PP | GF | GC | Dif | Pts |
| --- | -------------------- | -- | -- | -- | -- | -- | -- | --- | --- |
| 1   | Iván Mayo            | 22 | 17 | 2  | 3  | 43 | 16 | 27  | 36  |
| 2   | Juventud Puente Alto | 22 | 12 | 6  | 4  | 28 | 18 | 10  | 31  |
| 3   | Ferroviarios         | 22 | 11 | 8  | 3  | 39 | 19 | 20  | 30  |
| 4   | Santiago Morning     | 22 | 11 | 6  | 5  | 42 | 25 | 17  | 28  |
| 5   | Comercio Llay-Llay   | 22 | 9  | 8  | 5  | 42 | 27 | 15  | 27  |
| 6   | Deportes Good Year   | 22 | 9  | 5  | 8  | 36 | 31 | 5   | 23  |
| 7   | Municipal Talagante  | 22 | 6  | 9  | 7  | 30 | 30 | 0   | 21  |
| 8   | Juventud O'Higgins   | 22 | 4  | 10 | 8  | 24 | 30 | -6  | 18  |
| 9   | Concón National      | 22 | 6  | 6  | 10 | 38 | 44 | -6  | 18  |
| 10  | Defensor Casablanca  | 22 | 6  | 4  | 12 | 33 | 44 | -11 | 16  |
| 11  | Sportivo Cartagena   | 22 | 3  | 6  | 13 | 18 | 55 | -37 | 11  |
| 12  | Campos de Batalla    | 22 | 2  | 2  | 18 | 20 | 54 | -34 | 6   |

### Grupo Sur
| Pos | Equipo             | PJ | PG | PE | PP | GF | GC | Dif | Pts |
| --- | ------------------ | -- | -- | -- | -- | -- | -- | --- | --- |
| 1   | General Velásquez  | 18 | 14 | 1  | 3  | 36 | 12 | 24  | 29  |
| 2   | Deportes Rengo     | 18 | 11 | 4  | 3  | 36 | 17 | 19  | 26  |
| 3   | Lautaro de Buin    | 18 | 9  | 5  | 4  | 33 | 23 | 10  | 23  |
| 4   | Deportes Victoria  | 18 | 5  | 7  | 6  | 24 | 25 | -1  | 17  |
| 5   | Cultural Doñihue   | 18 | 6  | 4  | 8  | 15 | 22 | -7  | 16  |
| 6   | Juventud Chépica   | 18 | 6  | 3  | 9  | 16 | 25 | -9  | 15  |
| 7   | Colchagua          | 18 | 6  | 2  | 10 | 20 | 27 | -7  | 14  |
| 8   | Deportes Maipo     | 18 | 4  | 6  | 8  | 20 | 30 | -10 | 14  |
| 9   | Juventud Ferro     | 18 | 4  | 5  | 9  | 21 | 29 | -8  | 13  |
| 10  | Tricolor Municipal | 18 | 3  | 7  | 8  | 21 | 32 | -11 | 13  |

|  | Clasifican a Liguilla de Ascenso |
|  | Descienden a Cuarta División     |

## Liguilla de ascenso
Los cuatro clasificados se enfrentaron todos contra todos, en dos ruedas. El ganador se consagra campeón y junto al segundo clasificado obtienen el ascenso a Segunda División.
| Pos | Equipo               | PJ | PG | PE | PP | GF | GC | Dif | Pts |
| --- | -------------------- | -- | -- | -- | -- | -- | -- | --- | --- |
| 1   | General Velásquez    | 6  | 5  | 0  | 1  | 14 | 4  | +10 | 10  |
| 2   | Iván Mayo            | 6  | 3  | 0  | 3  | 9  | 7  | +2  | 6   |
| 3   | Juventud Puente Alto | 6  | 2  | 1  | 3  | 9  | 12 | -3  | 5   |
| 4   | Deportes Rengo       | 6  | 1  | 1  | 4  | 6  | 15 | -9  | 3   |

| Fecha | Local                | Visitante            | Marcador |
| ----- | -------------------- | -------------------- | -------- |
| 1     | General Velásquez    | Juventud Puente Alto | 2 - 1    |
|       | Iván Mayo            | Deportes Rengo       | 4 - 0    |
| 2     | Juventud Puente Alto | Deportes Rengo       | 2 - 1    |
|       | General Velásquez    | Iván Mayo            | 2 - 0    |
| 3     | Iván Mayo            | Juventud Puente Alto | 2 - 1    |
|       | Deportes Rengo       | General Velásquez    | 0 - 4    |
| 4     | Juventud Puente Alto | General Velásquez    | 0 - 3    |
|       | Deportes Rengo       | Iván Mayo            | 0 - 1    |
| 5     | Deportes Rengo       | Juventud Puente Alto | 3 - 3    |
|       | Iván Mayo            | General Velásquez    | 1 - 2    |
| 6     | Juventud Puente Alto | Iván Mayo            | 2 - 1    |
|       | General Velásquez    | Deportes Rengo       | 1 - 2    |

## Campeón
| Campeón 1986 General Velásquez   |
| Asciende a Segunda División 1987 |